# Pongal
Pongal je indický svátek díkůvzdání za úrodu.
Slaví se v indickém státě Tamilnádu, každoročně při přechodu Slunce do znamení Kozoroha, zhruba v polovině ledna, který je považován za měsíc sklizně. Při tomto svátku se uctívá déšť, slunce a dobytek, tedy složky, které jsou považovány za nezbytné pro zemědělskou práci.

## Původ
Pongal má své kořeny v období sangam (6. stol. př. n. l. - 2. stol. n. l.). O svátku se zmiňuje nápis v chrámu Viraragháva zasvěceném bohu Višnuovi (Thiruvallur, Čennai). Nápis připisovaný čolskému králi Kulottungovi I. (1070–1122 n. l.) popisuje udělení pozemku chrámu pro každoroční oslavy Pongalu.

## Oslavy
Při oslavách děkují lidé božstvům za dobrou úrodu a prosí za požehnání požehnání pro budoucí sklizeň. Tradičním pokrmem je sladké jídlo nazývané rovněž pongal. Skládá se z mléka, čerstvě sklizené rýže a kešu ořechů. Tyto suroviny se společně připravují a vaří. Dle chuti se může přidat suché ovoce, semínka kardamomu a další koření. Po uvaření je pokrm obětován božstvu, a poté rozdáván jako prasádám (posvěcené, obětované jídlo).
Svátek zahrnuje čtyři dny oslav. Každý den svátku má svůj vlastní význam:

## Bhógi pongal
Představuje začátek svátku, věnovaný úklidu a zdobení obydlí. Je spojen s uctíváním boha Indry s prosbou za požehnání a déšť pro úrodu. V tento den lidé vyhazují a pálí staré a nepotřebné věci. Oslavující zapalují ohně, kde je spalují, u ohně se rovněž ohřívají.

## Súrja pongal
Zasvěcen bohu Súrjovi. Ve druhý den oslav je připravován výše zmíněná sladkost pongal. Pokrm se připravuje v hliněných nádobách zdobených kurkumou a květinami a ženy zpívají písně na oslavu boha a křičí: „Pongalo-pongal“, když se vaří rýže, která symbolizuje bohatou budoucí úrodu.

## Mattu pongal
Třetí den svátku je zasvěcen dobytku (odtud název). Lidé mu vyjadřují vděčnost za pomoc při získávání úrody i za poskytování mléka, hnojiva i jeho využití coby dopravního prostředku a pracovní síly. Zvířata se zdobí květinami a po uctění se krmí ovocem.

## Kánum pongal
Název pochází ze zvyku navštěvovat své příbuzné a blízké. Lidé si také vzájemně předávají dárky. Navštěvují též starší členy rodiny, aby přijali jejich požehnání.